# Diplolaimella punicea
Diplolaimella punicea är en rundmaskart som beskrevs av Timm. Diplolaimella punicea ingår i släktet Diplolaimella och familjen Monhysteridae. Inga underarter finns listade i Catalogue of Life.